# 索爾普雷薩岩
67°51′S 69°34′W / 67.850°S 69.567°W
索爾普雷薩岩（Sorpresa Rock），是南極洲的岩石，位於阿德萊德島南端，處於卡瓦利爾岩西南面，被繪入1947年智利政府地圖，現時由南極條約體系管理。